# Коапилья (муниципалитет)
Коапилья (исп. Coapilla) — муниципалитет в Мексике, штат Чьяпас, с административным центром в одноимённом посёлке. Численность населения, по данным переписи 2020 года, составила 9900 человек.

## Общие сведения
Название Coapilla с языка науатль можно перевести как — горный венец.
Площадь муниципалитета равна 155 км², что составляет 0,2 % от площади штата, а наиболее высоко расположенное поселение Грасьяс-а-Диос, находится на высоте 1804 метра.
Он граничит с другими муниципалитетами Чьяпаса: на севере с Окотепеком, Тапалапой и Пантепеком, на востоке с  Бочилем, на юге с Чикоасеном, и на западе с Копайналой.

## Учреждение и состав
Муниципалитет был образован в 1935 году, по данным 2020 года в его состав входит 30 населённых пунктов, самые крупные из которых:
| Код INEGI                  | Населённый пункт                                                                             | Численность населения (2005 год) | Численность населения (2010 год) | Численность населения (2020 год) |
| -------------------------- | -------------------------------------------------------------------------------------------- | -------------------------------- | -------------------------------- | -------------------------------- |
| 018                        | Всего                                                                                        | 7681                             | 8444                             | 9900                             |
| 0001                       | Коапилья (исп. Coapilla) 17°07′51″ с. ш. 93°09′32″ з. д. (административный центр)            | 2615                             | 3187                             | 3770                             |
| 0013                       | Буэнависта (Матасанос) (исп. Buenavista (Matasanos)) 17°06′32″ с. ш. 93°04′02″ з. д.         | 1097                             | 1198                             | 1501                             |
| 0016                       | Хосе-Мария-Морелос-и-Павон (исп. José María Morelos y Pavón) 17°04′25″ с. ш. 93°07′57″ з. д. | 802                              | 894                              | 1147                             |
| 0012                       | Льяно-Гранде (исп. Llano Grande) 17°06′11″ с. ш. 93°07′30″ з. д.                             | 586                              | 686                              | 783                              |
| 0009                       | Висенте-Герреро (исп. Vicente Guerrero) 17°08′03″ с. ш. 93°03′40″ з. д.                      | 615                              | 617                              | 714                              |
| 0026                       | Унион-Портес-Хиль (исп. Unión Portes Gil (San Pedro)) 17°08′48″ с. ш. 93°11′46″ з. д.        | 391                              | 274                              | 306                              |
| —                          | Прочие                                                                                       | 1575                             | 1588                             | 1679                             |
| Названия на карте Генштаба |                                                                                              |                                  |                                  |                                  |

## Экономическая деятельность
По статистическим данным 2000 года, работоспособное население занято по секторам экономики в следующих пропорциях:
- сельское хозяйство, скотоводство и рыбная ловля — 72,1 %;
- промышленность и строительство — 10,8 %;
- торговля, сферы услуг и туризма — 16,2 %;
- безработные — 0,9 %.

### Сельское хозяйство
Основная выращиваемая культура — кукуруза, кофе и бобы.

### Животноводство
В муниципалитете разводится крупный рогатый скот, свиньи, лошади, и птицы.

### Производство
Единственным производственным предприятием является лесопилка.

## Инфраструктура
По статистическим данным 2020 года, инфраструктура развита следующим образом:
- электрификация: 99,2 %;
- водоснабжение: 50,7 %;
- водоотведение: 96,2 %.

## Туризм
Основные достопримечательностями:
- Церковь, построенная в XVII веке;
- Археологические памятники культуры народа соке: Ла-Летра и Эль-Молино;
- Лагуна, вблизи административного центра, с которой связано множество легенд.